# Варберг (Швеція)
Варберг (швед. Varberg) — місто та адміністративний центр комуни Варберг, Швеція.

## Географія
Варберг знаходиться в південно-західній частині Швеції серед голих пагорбів та рівнин. Шведський автор і єпископ Есаяс Теґнер описав в 1826 році як найменш привабливе місце в Швеції, слова, які згодом були використані в маркетинговій компанії Варбергу. 
Піщані пляжі Варбергу дуже популярні в літню пору.

## Відомі особистості
В поселенні народився:
- Бенжамен Патерсен (1748—1815) — шведський художник.